# Heinrich Agathon Bernstein
Heinrich Agathon Bernstein (Wrocław in Pruisen, 22 september 1828 – Batanta in Nederlands-Indië, 19 april 1865) was een Duitse arts, ontdekkingsreiziger en natuuronderzoeker in dienst van de koloniale overheid in Nederlands-Indië. Hij werd vooral bekend om zijn bijdrage aan de kennis over de fauna in de Indische Archipel.

## Biografie

### Opleiding
Heinrich Agathon Bernstein werd geboren in Wrocław in het Poolse Woiwodschap Neder-Silezië, dat toen Breslau heette en onderdeel was van het koninkrijk Pruisen. Zijn vader Georg Heinrich Bernstein was hoogleraar in de theologie en oriëntaalse talen aan de universiteit van Breslau. Hij ging in 1840 naar het gymnasium, maar zijn opleiding daar werd halverwege onderbroken door een reis met zijn ouders en een huisleraar naar Italië, waar ze een jaar verbleven. In oktober 1849 begon hij aan een studie geneeskunde aan de universiteit van Breslau en behaalde in november 1853 de graad van doctor in de geneeskunde met een anatomisch proefschrift De anatomia corvorum pars prima osteologia, een verhandeling over het skelet van de bonte kraai (Corvus cornix). Tijdens zijn studie had hij contact met de rector van de universiteit in Breslau, Johann Ludwig Christian Gravenhorst. Gravenhorst wekte bij Bernstein zijn belangstelling voor natuurlijke historie en het doen van natuurhistorisch onderzoek. Na zijn studie bezocht hij Polen, Hongarije, Oostenrijk en Frankrijk en in 1854 belandde hij in Nederland. Daar bezocht hij het Rijksmuseum van Natuurlijke Historie in Leiden waar toen Coenraad Jacob Temminck directeur was. Bernstein vond hier een manier om onderzoek te kunnen gaan doen in de Tropen. Door zijn gebrekkig zichtvermogen was een carrière als officier van gezondheid bij het KNIL geen optie. Hij meldde zich toen maar als scheepsarts bij de Nederlandse krijgsmacht en vertrok richting Java en kwam daar aan op 18 juni 1854. Zijn contract gold echter voor de heen- en terugreis, dus kon hij niet op Java blijven. Eenmaal weer terug in Leiden, deed hij op 16 april 1855 het staatsexamen in de geneeskunde waardoor hij het recht verwierf om zich als arts in Nederlands-Indië te vestigen.

### Zijn eerste verblijf in Nederlands-Indië

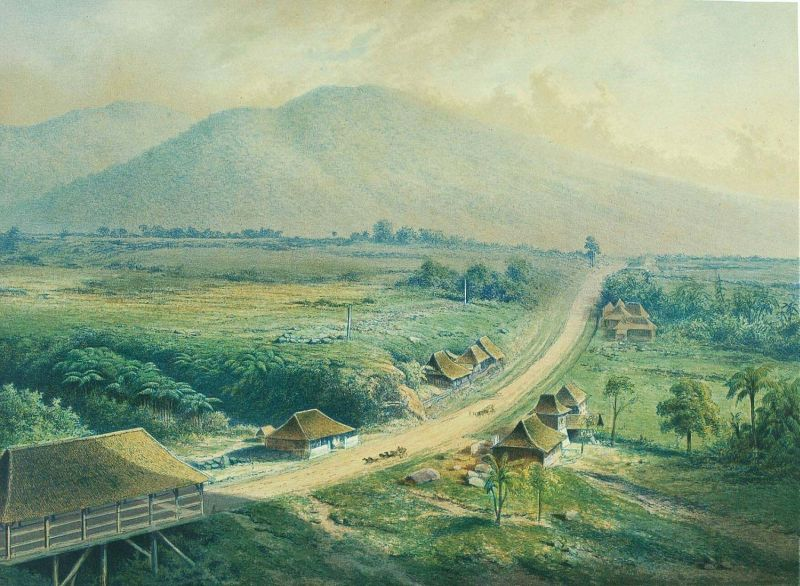
Kleurenlitho van het gezondheids-etablissement "Gadok" bij Buitenzorg in de periode 1865-1876

Bernstein arriveerde op 10 september 1855 opnieuw in Nederlands-Indië. Hij werd op 20 september 1855 tot directeur/geneesheer van het "gezondheidsetablissement" Gadok, op het landgoed Tjicoppo nabij Buitenzorg benoemd. Dit was een particuliere zorginstelling die in 1853 was opgericht maar in 1855 enige tijd was gesloten bij gebrek aan een bevoegd geneeskundige.
Onmiddellijk na zijn aankomst op Gadok begon Bernstein met het verzamelen van vogels; hij deed dat alleen of met hulp van plaatselijke gidsen. In oktober 1856 kwam de eerste zending met geprepareerde specimens van ongeveer 300 vogels in Leiden aan. In 1859 verscheen zijn eerste vogelkundige artikel in Journal für Ornithologie. Hermann Schlegel die in 1858 Temminck had opgevolgd als directeur van het Rijksmuseum van Natuurlijke Historie, was onder de indruk van het vogelkundig onderzoek. Inmiddels was Bernstein lid van de Deutsche Akademie der Wissenschaften Leopoldina (sinds 1854) en diverse wetenschappelijke genootschappen in Nederlands-Indië en kreeg hij in 1860 een onderscheiding van de koning van Pruisen. In 1859 vatte de koloniale overheid het plan op om het werk van de Natuurkundige Commissie voor Nederlands-Indië (1820-1850) weer voort te zetten. De toenmalige gouverneur-generaal Charles Ferdinand Pahud en vooral diens opvolger Ludolph Anne Jan Wilt Sloet van de Beele voerden dit beleid uit. Vooral Sloet van de Beele was zeer geïnteresseerd in natuurhistorisch onderzoek en was een goede kennis van Hermann Schlegel. Schlegel nodigde Bernstein uit om in opdracht van het museum zoölogische specimens te verzamelen en regelde voor hem een officiële, tijdelijke aanstelling en de mogelijkheid om expeditiedeelnemers (gidsen, tolken, jagers, dragers etc.) tegen betaling in te huren. Zijn dienstverband op Gadok eindigde op 31 oktober 1860.

## De expedities door de Molukken en naar Nieuw-Guinea

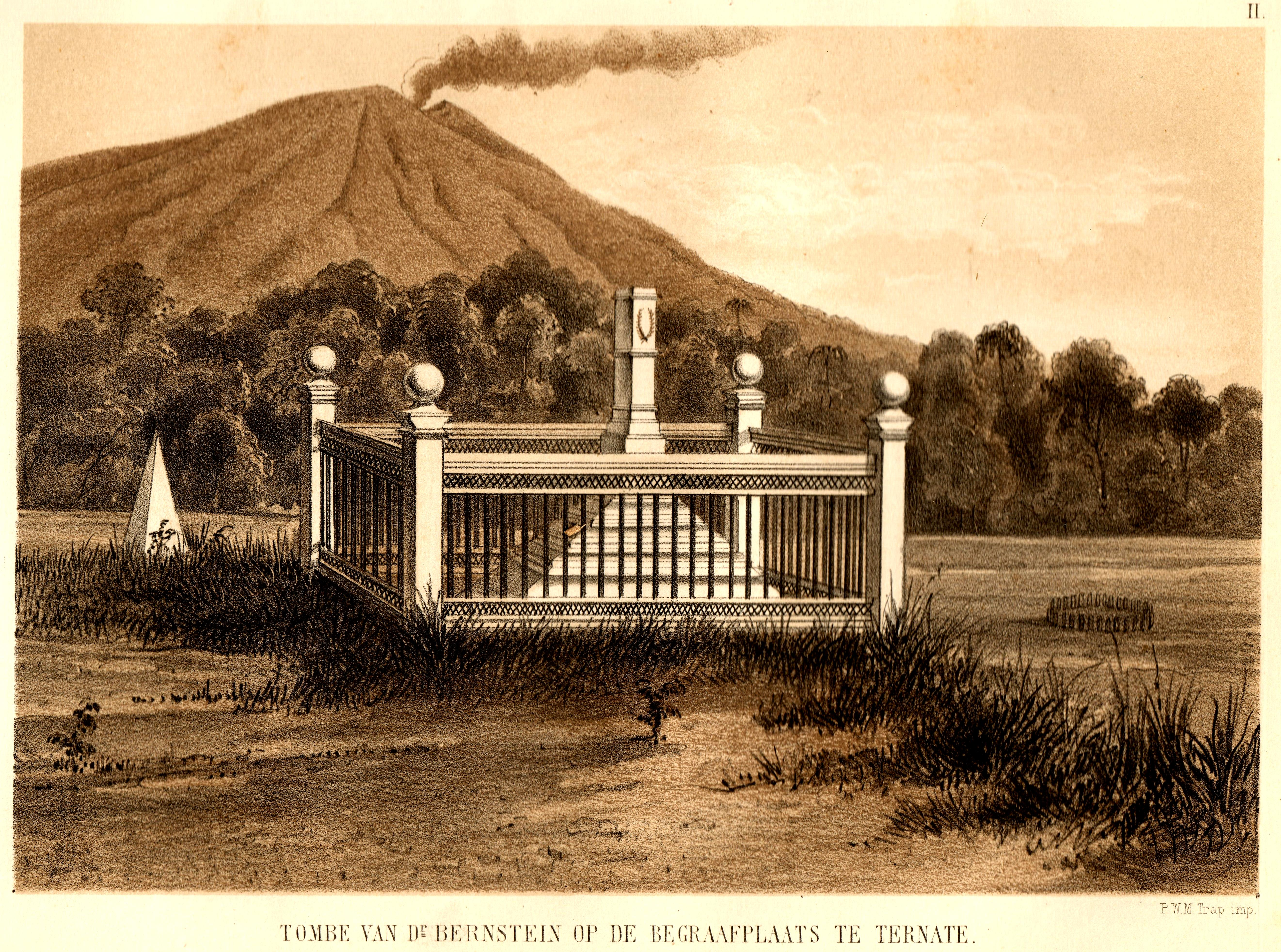
Graf Bernstein op de begraafplaats van Ternate

Op 7 november 1860 vertrok Bernstein naar de Noord-Molukken en kwam op 7 december aan op Ternate. Op Ternate had hij een soort van basiskamp vanwaar hij brieven en specimens opstuurde naar Schlegel in Leiden. Hij ondernam vanuit Ternate verschillende reizen, vaak door gevaarlijk gebied waar het koloniale gezag zwak of niet vertegenwoordigd was, zeerovers actief waren en waar het voor Europeanen alleen al door het klimaat en het voorkomen van tropische ziekten onaangenaam was om te reizen en te werken. Schlegel maakte hem erop attent dat de Engelse natuuronderzoeker Alfred Russel Wallace ook in het gebied actief was en spoorde hem aan tot een soort van concurrentiestrijd. Op drie plaatsen in Wallace's boek The Malay Archipilago wordt Bernstein genoemd. Hij constateerde dat het Bernstein niet is gelukt de zeldzame Wallace' paradijsvogel (Semioptera wallacii) te verzamelen (Since I left, the German naturalist, Dr. Bernstein, stayed many months in the island with a large staff of hunters collecting for the Leyden Museum; and as he was not more successful than myself, we must consider either that the bird is very rare, or is altogether a myth.)
Hij maakte in totaal zeven reizen vanuit Ternate:
1. 22 december 1860 – einde maart 1861: Batjaneilanden
2. 25 juni 1861 – 10 oktober 1861: Noordelijk deel van het eiland Halmahera
3. oktober 1861 – februari 1862: idem
4. 1–26 april 1862: Onderzoek op het eiland Ternate
5. half-juli – 26 september 1862: Batjaneilanden en de Obi-eilanden
6. 7 november 1862 – 18 juli 1863: eilanden ten zuiden en ten westen van Halmahera tot aan Waigeo. Hier krijgt hij veel last van malaria. Daarna gaat hij naar Batavia om te herstellen en wordt zijn driejaarsacontract verlengd en kan hij terug naar Ternate[5]
7. 18 oktober 1864 – 18 april 1865: eilanden ten westen van Halmahera, Raja Ampat-eilanden (noordkust Batanta, zuidkust van Waigeo, westkust van Salawati) en Sorong in de huidige provincie West-Papua.

Hij overleed op 36-jarige leeftijd op het eiland Batanta aan een leveraandoening en werd op Ternate begraven.

## Nalatenschap
Bernstein stuurde specimens van 181 zoogdieren, 2000 vogels, 212 reptielen, 211 vissen en 1845 specimens van ongewervelde dieren waaronder veel insecten en schelpen. Verder schreef hij 16 wetenschappelijke artikelen waarvan acht in natuurwetenschappelijke tijdschriften in Nederlands-Indië en drie in het Journal für Ornithologie. Omdat hij vooral verzamelaar was, zijn een aantal diersoorten naar hem vernoemd: Chinese kuifstern (Thalasseus bernsteini), prachtjufferduif (Ptilinopus bernsteinii), Bernsteins spoorkoekoek (Centropus bernsteini) en bruin boshoen (Megapodius bernsteinii). Zelf beschreef hij een soort paradijsvogel die later als ondersoort werd beschouwd, de bruine paradijskraai (Lycocorax pyrrhopterus obiensis). Zijn dagboek werd 18 jaar later door S. C. J. W Musschenbroek bezorgd en uitgegeven bij E.J.Brill.